# Gonzalo Carneiro
Gonzalo Rodrigo Carneiro Méndez (Montevideo, 12 settembre 1995) è un calciatore uruguaiano, attaccante del Nacional.

## Caratteristiche tecniche
È un centravanti.

## Carriera
È cresciuto nelle giovanili del Defensor Sporting, ha esordito il 1º novembre 2015 in occasione del match vinto 4-1 contro la Juventud.

## Palmarès

### Club

#### Competizioni nazionali
- Supercopa Uruguaya: 1

Nacional: 2025

#### Competizioni statali
- Campionato paulista: 1

San Paolo: 2021